# 4728 Lyapidevskij
4728 Lyapidevskij este un asteroid din centura principală, descoperit pe 11 noiembrie 1979 de Nikolai Cernîh.